# Antonio Maceda
Antonio Maceda Francés (ur. 16 maja 1957 w Sagunto) – hiszpański piłkarz, występował na pozycji środkowego obrońcy.

## Kariera klubowa
Karierę piłkarską Maceda rozpoczął w rodzinnym mieście Sagunto, w klubie Acero Sagunto. W 1974 roku został piłkarzem Sportingu Gijón, a w latach 1975–1977 grał w Tercera División, w rezerwach tego klubu. Po awansie pierwszego zespołu Sportingu do Primera División Maceda przeszedł do niego. 4 września 1977 roku zadebiutował w La Liga w przegranym 0:1 wyjazdowym spotkaniu z Hérculesem CF. Od czasu debiutu był podstawowym zawodnikiem zespołu. W 1979 roku wywalczył ze Sportingiem pierwsze i jedyne w historii wicemistrzostwo Hiszpanii, a rok później zajął z nim 3. miejsce w Primera División. W latach 1981 i 1982 dwukrotnie z rzędu zagrał w finale Pucharu Króla, jednak w obu przypadkach Sporting przegrywał (odpowiednio 1:3 z Barceloną i 1:2 z Realem Madryt). Graczem klubu z Gijón był do 1985 roku. Łącznie rozegrał w nim 193 mecze i strzelił 19 bramek.
Latem 1985 Maceda przeszedł do Realu Madryt. Swój debiut w nim zanotował 4 września 1985 przeciwko Valencii (5:0). W zespole prowadzonym przez Luisa Molownego był podstawowym obrońcą i w sezonie 1985/1986 strzelił 5 goli dla Realu i wywalczył z nim tytuł mistrza Hiszpanii. Jednak z powodu kontuzji odniesionej w 1986 roku przez kolejne dwa sezony rozegrał tylko 2 mecze w lidze hiszpańskiej (Real dwukrotnie zostawał mistrzem kraju) i w 1988 roku zmuszony był zakończyć karierę piłkarską.
| Sezon   | Klub             | Kraj      | Rozgrywki        | Mecze | Bramki |
| ------- | ---------------- | --------- | ---------------- | ----- | ------ |
| 1975/76 | Sporting Gijón B | Hiszpania | Tercera División | ?     | ?      |
| 1976/77 | Sporting Gijón B | Hiszpania | Tercera División | ?     | ?      |
| 1977/78 | Sporting Gijón   | Hiszpania | Primera División | 27    | 2      |
| 1978/79 | Sporting Gijón   | Hiszpania | Primera División | 11    | 0      |
| 1979/80 | Sporting Gijón   | Hiszpania | Primera División | 4     | 0      |
| 1980/81 | Sporting Gijón   | Hiszpania | Primera División | 29    | 2      |
| 1981/82 | Sporting Gijón   | Hiszpania | Primera División | 31    | 1      |
| 1982/83 | Sporting Gijón   | Hiszpania | Primera División | 30    | 5      |
| 1983/84 | Sporting Gijón   | Hiszpania | Primera División | 30    | 5      |
| 1984/85 | Sporting Gijón   | Hiszpania | Primera División | 31    | 4      |
| 1985/86 | Real Madryt      | Hiszpania | Primera División | 28    | 5      |
| 1986/87 | Real Madryt      | Hiszpania | Primera División | 0     | 0      |
| 1987/88 | Real Madryt      | Hiszpania | Primera División | 2     | 0      |

## Kariera reprezentacyjna
W reprezentacji Hiszpanii Maceda zadebiutował 25 marca 1981 roku w wygranym 2:1 towarzyskim spotkaniu z Anglią. W 1982 roku został powołany przez selekcjonera Joségo Santamaríę na Mistrzostwa Świata w Hiszpanii i tam zagrał w jednym meczu, zremisowanym 0:0 z Anglią. W 1984 roku na Euro 84 wywalczył wicemistrzostwo Europy. Jego dorobek na tym turnieju to 4 mecze: z Rumunią (1:1), Portugalią (1:1), RFN (1:0 i gol w 90. minucie) oraz półfinale z Danią (1:1, karne 5:4 i gol w 67. minucie). Z kolei w 1986 roku na Mundialu w Meksyku zagrał jedynie w przegranym 0:1 meczu z Brazylią. W reprezentacji narodowej grał do końca 1986, i rozegrał 36 spotkań i zdobył 8 goli.

## Kariera trenerska
Po zakończeniu kariery Maceda został trenerem. W latach 1996–1997 prowadził zespół CD Badajoz, a następnie trafił do Sportingu Gijón. W 1998 roku był trenerem Composteli, a w latach 2002–2003 ponownie Sportingu Gijón.